# Nick Roux
Nicholas Edward "Nick" Roux (Long Beach, California; 13 de diciembre de 1990) es un actor estadounidense, más conocido por interpretar a Scott en la película Disney Channel Lemonade Mouth.

## Carrera
En 2010, Roux apareció como estrella invitada en The Suite Life on Deck como Jean Luc en el episodio "Break Up en París". En 2011, participó como Billy en el episodio piloto de Jane by Design. En 2011, obtuvo su primer papel cinematográfico como Scott Pickett en Lemonade Mouth. También fue actor invitado como Chase Riprock en Wizards of Waverly Place.
En el 2014 apareció en la serie Pretty Little Liars como Riley.

## Filmografía
| Año  | Título                  | Personaje      | Notas                         |
| ---- | ----------------------- | -------------- | ----------------------------- |
| 2011 | Lemonade Mouth          | Scott Pickett  | Disney Channel Original Movie |
| 2014 | Mantervention           | Spencer        | Protagonista                  |
| 2015 | Caught                  | Eric           | Coprotagonista                |
| 2015 | Stolen from the Suburbs | Adam           | Coprotagonista                |
| 2016 | Tomato Red              | Jason Merridew | Posproducción                 |

| Año  | Título                   | Personaje     | Notas                                                                                    |
| ---- | ------------------------ | ------------- | ---------------------------------------------------------------------------------------- |
| 2010 | The Suite Life on Deck   | Jean-Luc      | "Break Up in Paris" (Temporada 2: Episodio 28)                                           |
| 2012 | Jane by Design           | Billy Nutter  | Protagonista                                                                             |
| 2011 | Wizards of Waverly Place | Chase Riprock | "Beast Tamer" (Temporada 4: Episodio 14) "Wizard of the Year" (Temporada 4: Episodio 15) |
| 2014 | Pretty Little Liars      | Riley         | estrella invitada 1 episodio, (Temporada 4) serie de TV ABC Family                       |
| 2014 | Young & Hungry           | Cam           | estrella invitada 1 episodio, serie de TV ABC Family                                     |
| 2014 | Jennifer Falls           | Taylor        | estrella invitada 2 episodios, serie de TV                                               |